# Посудинка Ганделя
Анектангій Ганделя (Anoectangium handelii) — вид листостеблових мохів родини потієві (Pottiaceae).

## Поширення
Вид поширений у Середній та Західній Азії. До ареалу виду входять Таджикистан, Туркменія, Ірак, Іран, Афганістан, Туреччина, Ізраїль. В Україні виявлена реліктова популяція у Криму у горах Карагач. Це також єдина відома популяція в Європі.

## Охорона
Занесений до Червоної книги України  зі статусом «Рідкісний». Охороняється у Карадазькому природному заповіднику.